# リサーチ・シンセシス
リサーチ・シンセシスは、同じ概念仮説を評価することを目的とした複数の一次研究の結果を結合するプロセスである。 定量的 または定性的研究のどちらでも扱うことができる。 リサーチ・シンセシスは、一般的に複数の異なる研究から得られた結果をより一般化および適用可能にし、 特定のトピックに関する複数の研究の結果を組み合わせて比較することにより、新しい知識を生み出すことを目標としている。 

## 手法
メタアナリシスは、 医学などの多くの分野で定量的研究合成の好ましい手法である。この手法では全体的な効果を正確に推定できる場合があるが、試験デザイン、エビデンスの種類、またはその他の重要な特性に関して含まれる試験にばらつきがあると制限が生じる場合もある。 定性的リサーチ・シンセシスの方法には、 ナラティブ・シンセシスとメタエスノグラフィーが含まれる。ナラティブ・シンセシスは研究者がレビューの中で広範囲の質問に取り組むことを可能にし、一方メタエスノグラフィーは含まれた研究の最初の発見が生成された文化的文脈を保存することを目指す。   ナラティブ・シンセシス・アプローチは、バイアスを含む可能性があることから批判を集めており、批判者は結論を導き出す方法の主観的な性質を指摘している。また、ナラティブ・シンセシス・アプローチを使用したレビューでは透明性が欠如していることが多いという報告もある。 